# Axel Törner (politiker)
Axel Gustaf Georg Törner, född 18 juli 1837 i Landskrona, död 3 oktober 1904 i Växjö, var en svensk läroverksadjunkt och riksdagsman. 
Törner var adjunkt vid Växjö högre allmänna läroverk 1861-1903. Som riksdagsman var han ledamot av första kammaren 1900-1904 för Kronobergs län. 